# Sally Nerren
Sally Nell Nerren, coniugata Phillips (Lufkin, 18 marzo 1944 – Cleveland, 21 aprile 2008), è stata una cestista statunitense.

## Carriera
Vinse la medaglia d'oro con gli Stati Uniti ai Giochi panamericani di San Paolo 1963.